# Ломбардо, Иван Маттео
Иван Маттео Ломбардо (итал. Ivan Matteo Lombardo; 22 мая 1902, Милан, Королевство Италия — 6 февраля 1980, Рим, Италия) — итальянский политический деятель, министр обороны Италии (1948—1949).

## Биография
Занимался бизнесом. В 1942 г. стал членом Итальянской социалистической партии, запрещённой фашистским режимом. Был активным участником подпольного сопротивления режиму Муссолини.
После окончания Второй мировой войны избирался в состав Учредительного Собрания Италии и в первый состав Палаты депутатов от избирательного блока Социалистическое единство, внутри которого возглавлял Союз социалистов.
Занимал пост секретаря Итальянской социалистической партии пролетарского единства (ИСППЕ) с апреля 1946 по январь 1947 г., когда правый и левый блоки в партии не сумели договориться о лидере и выбрали переходную фигуру. На тот момент политик занимал пост заместителя министра внешней торговли (1945—1946) и находился с визитом Вашингтоне, даже не догадываясь о назначении. Получив эту новость он подумал, что произошла ошибка и попросил специального подтверждения.
После раскола ИСППЕ вошёл в ряды Итальянской демократической социалистической партии (ИДСП), став также одним из основателей Союза социалистов, просуществовавшего год. Являлся секретарём ИДСП с февраля 1948 г. по июнь 1949 г.
Дважды входил в правительство страны:
- 1948—1949 гг. — министр министром промышленности и торговли,
- 1950—1951 гг. — министр внешней торговли.

Также являлся главой итальянской делегации на Парижской конференции (1952) по созданию Европейского оборонительного сообщества.
В 1949—1961 г. президент музейного комплекса La Triennale di Milano.
В 1963 г. совместно с рядом других известных политиков подписал «Манифест для новой республики», выступая за создание в Италии президентской республики. В мае 1965 г. выступил на известной
«Конференция по революционной войне»; организованной Институтом военных исследований с речью, озаглавленной «Постоянная коммунистическая война против Запада».